# Hassi Khalifa
Pour les articles homonymes, voir Hassi.
Hassi Khalifa est une commune de la wilaya d'El Oued en Algérie.

## Géographie

### Situation
Le territoire de la commune d'Hassi Khalifa est situé au centre de la wilaya.
| Magrane | Beni Guecha   | Taleb Larbi |
| Magrane | Hassi Khalifa | Taleb Larbi |
| Debila  | Trifaoui      | Taleb Larbi |

### Localités de la commune
La commune d'Hassi Khalifa est composée de onze localités : Amra, Chouaïha, Hamaïssa, Khalaïfa, Menchia, Merzaka, Nessaïba, Nezla Cherguia, Nezla Gherbia, Sahanberry, zoghbiyat et Elkhavji.